# Samurai Shodown IV: Amakusa's Revenge
Samurai Shodown IV: Amakusa's Revenge (サムライスピリッツ天草降臨, Samurai Supirittsu: Amakusa Kōrin) est un jeu vidéo de combat développé et édité par SNK en 1996 sur système d'arcade Neo-Geo MVS, sur console Neo-Geo AES et Neo-Geo CD (NGM 222),. L'histoire du jeu se déroule entre Samurai Shodown III: Blades of Blood et  Samurai Shodown II.
Samurai Shodown IV: Amakusa's Revenge est publié sur arcade via le système Neo-Geo MVS le 25 octobre 1996 puis sur les consoles de SNK le 29 novembre 1996 (Neo-Geo AES) et le 27 décembre 1996 (Neo-Geo CD). 
Samurai Shodown IV est porté sur Sega Saturn le 2 octobre 1997 et sur PlayStation le 25 décembre 1997 uniquement au Japon. 
Samurai Shodown IV: Amakusa's Revenge SPECIAL (サムライスピリッツ天草降臨 SPECIAL, Samurai Supirittsu: Amakusa Kōrin SPECIAL) est une version exclusive sortie en 1997 dédiée à la PlayStation et au marché japonais, elle comprend un personnage exclusif à cette version, Cham Cham, personnage provenant de Samurai Shodown II. Cette version est référencée dans la documentation de la compilation Samurai Shodown NeoGeo Collection disponible le 11 juin 2020.

## Système de jeu
Les modes Slash et Bust présents dans Samurai Shodown III: Blades of Blood sont conservés dans ce quatrième épisode. Selon le mode choisi, les attaques du combattant varient. Les trois niveaux présents dans le troisième épisode, sont également conservés. Le niveau sélectionné par défaut est baptisé « Medium Grade », le gameplay n'est pas modifié. Il y a ensuite le niveau « Beginners Class », qui est réservé aux joueurs novices dont les commandes ont été facilitées. « Upper Class » est le troisième et dernier niveau proposé, il est réservé aux joueurs plus expérimentés, les gardes et les blocages ne peuvent plus être utilisés. En contrepartie, ce niveau offre aux combattants des attaques plus rapides.
Le gameplay se compose de trois boutons pour les attaques à l'épée (coups légers [A], moyens [B] et forts [C]) et d'un bouton pour les coups de pied [D] pour les manipulations basiques. En pressant les touches A et B simultanément, le personnage peut éviter une attaque,. La même manipulation en plus de la touche directionnelle vers l'ennemi, permet au joueur de se faufiler juste derrière lui. Le bouton C combiné à une touche directionnelle permet de briser la défense de son opposant. 
Le joueur dispose d'une barre de point de vie qui est scindée en deux barres ainsi que d'une barre de furie, où il n'est d'ailleurs plus possible de la recharger via une combinaison contrairement à Samurai Shodown III. La barre de furie, indiquée au bas de l'écran via les lettres « PoW », se remplit au fut et à mesure que le joueur encaisse des dégâts. La barre peut aussi se remplir en exécutant un combo de 14-hits, si le combo est correctement exécuté, la barre est totalement remplit en guise de récompense. Une fois la jauge pleine, le joueur peut lancer une attaque spéciale qui désarmera son adversaire.
Une autre particularité de la barre de furie, est de pouvoir la consommer en manipulant les boutons A, B et C. Après cette manipulation, le joueur aura un temps limité pour déclencher un combo automatique, qui se réalise via la même manipulation. En pressant les boutons B, C et D, le joueur aura la possibilité d'effectuer une attaque fatale.

## Personnages
Samurai Shodown IV est composé de 17 combattants, marquant le retour de Charlotte, de Tam-Tam et de Jubei et accueille également Kazuki Kazama et Sogetsu Kazama comme nouveaux personnages. Sogetsu se bat avec la maîtrise de l'élément de l'eau et Kazuki, avec l'élément du feu. Le personnage d'Amakusa, boss du premier Samurai Shodown, est ressuscité en deux entités et apparaît dans le jeu où il téléporte notamment le joueur en plein combat dans un autre décor,.
- Haohmaru
- Nakoruru
- Kazuki Kazama (protagoniste, nouveau personnage)
- Sogetsu Kazama (protagoniste ,nouveau personnage)
- Genjuro Kibagami
- Charlotte
- Galford
- Jubei Yagyu
- Ukyo Tachibana
- Hanzo Hattori
- Kyoshiro Senryo
- Tam Tam
- Shizumaru Hisame
- Rimururu
- Basara
- Gaira Caffeine
- Shiro Tokisada Amakusa
- Cham Cham (personnage exclusif a la PlayStation)
- Zankuro Minazuki (jouable en mode 2 joueurs)